# Курська ТЕЦ-1
Курська ТЕЦ-1 — теплова електростанція на заході Росії.
У 1955—1956 роках на майданчику ввели в експлуатацію котельню із трьома паровими котлами типу ПК-19 продуктивністю по 120 тонн пари на годину, від яких живились дві турбіни типу Т-27-90М потужністю по 27 МВт (за іншими даними, щонайменше одна з них відносилась до типу ВК-25-1).
В 1958—1965 роках запустили другу і третю черги із шістьома котлами Таганрозького котельного заводу типу ТП-15 продуктивністю по 220 тонн пари на годину, які забезпечували роботу трьох запущених в 1958—1962 роках парових турбін Ленінградського металічного заводу ПТ-60-90/13 потужністю по 60 МВт (за іншими даними, щонайменше одна з них відносилась до типу ПТ-50-90/13 та мала потужність 50 МВт). Загальний показник електричної потужності станції при цьому досягнув 207 МВт при тепловій потужності у 508 Гкал/год.
У 1976—1986 роках ввели в дію четверту чергу із шести водогрійних котлів КВГМ-100 продуктивністю по 100 Гкал/год.
В 1989—1998 роках велись роботи з модернізації ТЕЦ (п'ята черга), під час яких одну з турбін ПТ-60-90/13 замінили на турбіну Ленінградського металічного заводу типу ПТ-65/75-90/13 потужністю 65 МВт. Частину застарілого обладнання вивели з експлуатації, тому загальний показник станції скоротився до 175 МВт.
Станом на кінець 2010-х в роботі залишаються турбіни зі станційними номерами 3 та 4 загальною потужністю 125 МВт. З котлів продовжують працювати чотири ТП-15 та всі шість водогрійних.
У 2010-х роках узялись за реалізацію проекту спорудження на майданчику сучасного енергоефективного парогазового блоку комбінованого циклу. Втім, власник станції не впорався з усіма своїми планами (всього він запланував звести чотири парогазові блоки на різних ТЕЦ) і у 2016-му проект на Курській ТЕЦ скасували як такий, що мав найменший ступінь готовності.
Первісно станція використовувала вугілля, проте надалі була переведена на природний газ, який з'явився у Курську із запуском трубопроводу Шебелинка — Брянськ. А у 1980-х роках через Курськ пройшли кілька потужних газопроводів, які транспортували ресурс західносибірського походження (Єлець — Кременчук — Кривий Ріг, Єлець — Курськ — Київ, Єлець — Курськ — Диканька).
Для видалення продуктів згоряння під час будівництва п'ятої черги звели димар заввишки 180 метрів.
Вода для технологічних потреб надходить з річки Сейм.
Видача продукції відбувається по ЛЕП, розрахованим на роботу під напругою 110 кВ та 35 кВ.